# Ponte Carrega
(Camillo Sbarbaro)
Il ponte Carrega (in genovese: pônte de Carræ) è un ponte monumentale in pietra a sei campate, risalente al XVIII secolo, che attraversa il torrente Bisagno, nel quartiere genovese di Molassana. Scampato ai bombardamenti delle due guerre mondiali e alle varie alluvioni che hanno coinvolto la città, è posto sotto vincolo di tutela da parte della soprintendenza.

## Storia

### Contesto geografico e antropico
Sin dall'antichità le due sponde della Val Bisagno erano connesse per mezzo di pericolosi guadi o con provvisorie passerelle in legno. Solo in epoca romana e poi in epoca medievale, con il Ponte di Sant'Agata (semidistrutto dalle alluvioni del 1970 e del 1992), furono create la prime strutture stabili per oltrepassare il torrente omonimo, a volte molto impetuoso, che la attraversa.
La necessità di superare il corso d'acqua anche più a valle, e l'assenza all'epoca di una strada sulla sponda di levante, spinse nel 1747 gli abitanti di Montesignano a rivolgersi alla Repubblica di Genova, domandando formalmente l'edificazione di una struttura stabile. Montesignano era stato coinvolto nella Guerra di successione austriaca (1746-1747), e un'arteria di collegamento fra le due sponde della valle sottostante era fortemente voluta dagli abitanti.

### Costruzione del ponte
La data di inizio della costruzione del ponte non è nota, ma nell'edicola votiva un tempo posta al centro del ponte vi era una targa che indicava il 1788 come data d'inaugurazione. La struttura fu inizialmente edificata con diciotto arcate. Nel 1800, durante l'Assedio di Genova che vide contrapposte le truppe francesi e austriache, volontari della Val Bisagno affiancarono le truppe del generale André Masséna nel difendere la collina e il ponte.
All'inizio dell'Ottocento, una parte dell'opera originale fu demolita, accorciando il ponte per far spazio alla strada napoleonica sulla sponda est del fiume.

### I restauri e l'epoca moderna

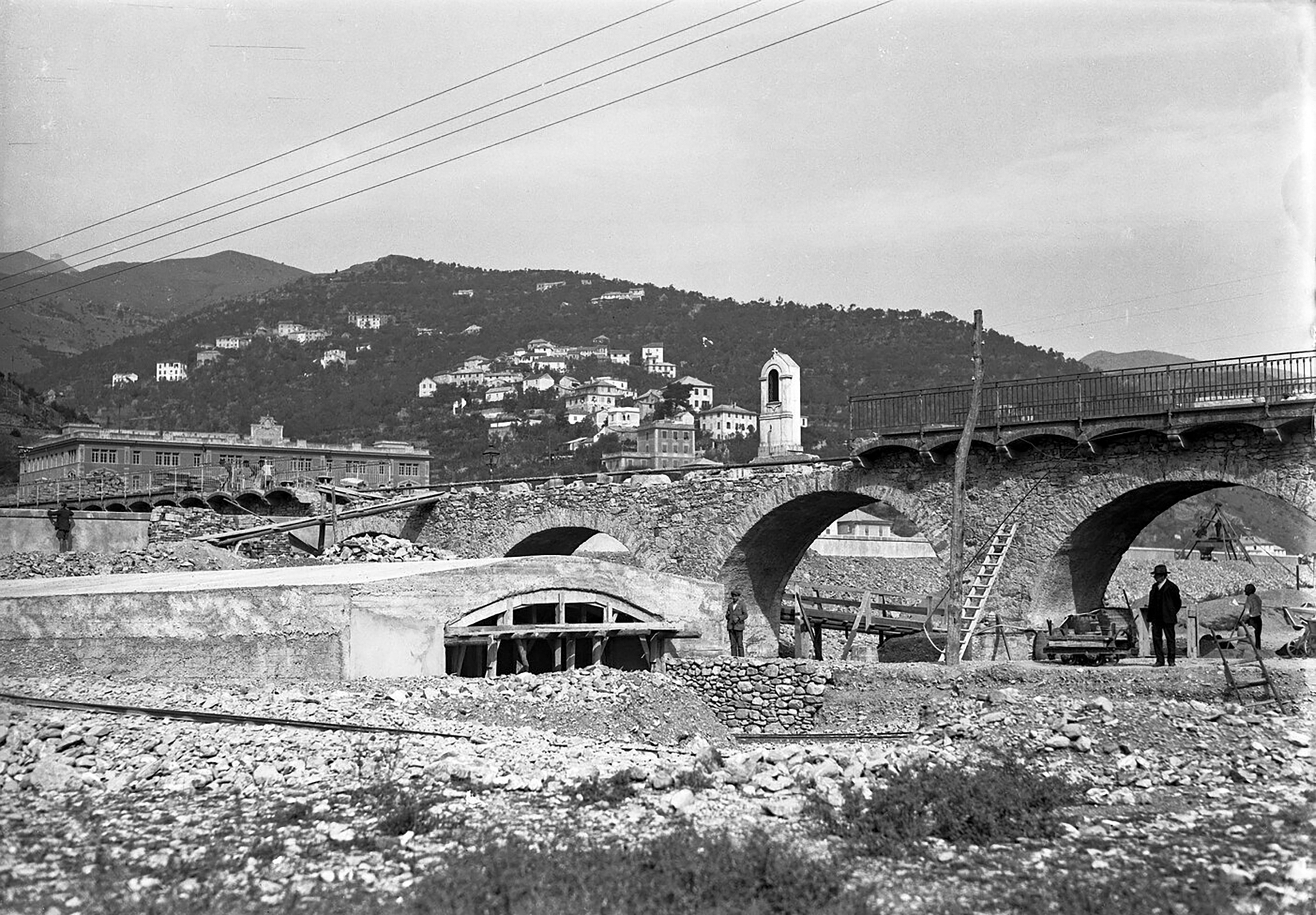
I lavori di restauro del 1923, in questa foto è ben visibile l'edicola che riportava la data di edificazione del ponte

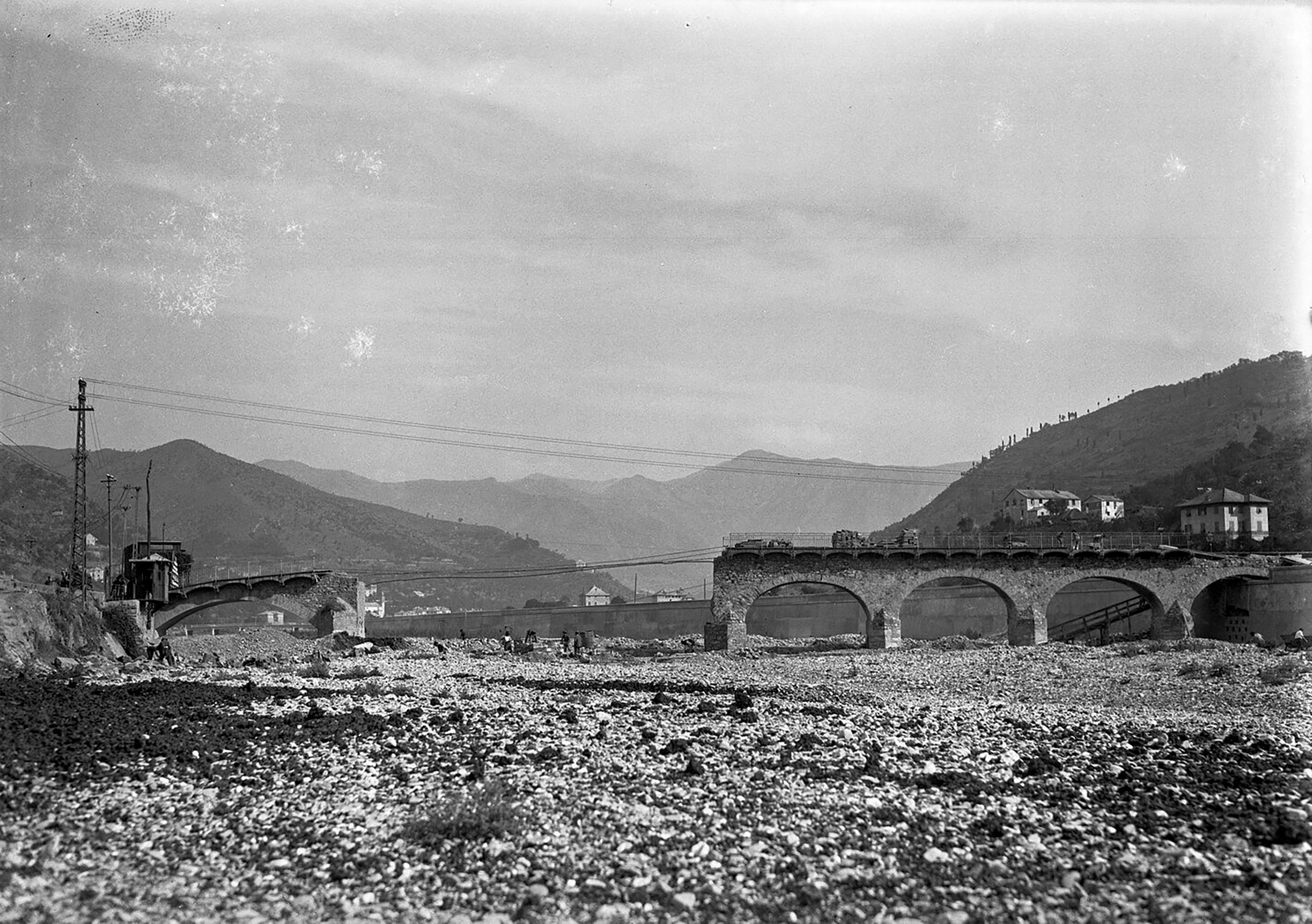
I lavori di restauro del 1923

Di importanza strategica per i commerci e la difesa della valle, fu restaurato prima nel 1907 e, in particolare, nel 1923. In seguito alla costruzione di via Lungobisagno Dalmazia, infatti, la struttura subì un ulteriore accorciamento con la demolizione di una serie delle campate originali. I lavori del 1923 furono affidati al Consorzio Ligure delle Cooperative, per una spesa di 120.000 lire, con lo scopo di attuare una «reintegrazione del Ponte Carrega e la sua coordinazione con la strada arginale della sponda sinistra del torrente Bisagno».
Il ponte e quella che era l'omonima area circostante sono protagonisti di una prosa di Camillo Sbarbaro, dal titolo di Tramonto a Ponte Carrega, contenuta in Trucioli, e pubblicata nel 1920 da Vallecchi.
Sorprendentemente, nel 2012 il ponte è stato a rischio demolizione nell'ambito di un progetto comunale volto all'allargamento della strada sulla sponda levante, poiché dichiarato incompatibile col rischio idrogeologico dell'area. Dopo la mobilitazione dei cittadini della zona per la ricerca di una soluzione alternativa, l'attenzione è stata portata alla soprintendenza che lo ha posto sotto tutela con apposito decreto dirigenziale regionale. La successiva costruzione dello scolmatore del Bisagno ha poi fatto venire meno i rischi paventati e nel 2015 una mozione per la tutela del ponte è stata votata all'unanimità dal Consiglio comunale.
Nel 2012 è stato collocato al primo posto in Liguria nel censimento I luoghi del cuore del FAI.

## Toponimo
Il toponimo Carrega ha una origine antica ma discussa. Da un lato, lo si attribuisce alla famiglia Carrega, che nell'area aveva molti possedimenti e si occupò della manutenzione e riqualificazione stessa del ponte; dall'altro lo si attribuisce al nome originale in lingua genovese dell'area, carræ (dal latino Carraie), ovvero i carri che dall'area transitavano per il trasporto dele merci sin dall'epoca romana, nome rinvenuto già in documenti in lingua latina del 1276 e del 1487.
Secondo Amedeo Pescio, l'attribuzione del nome alla famiglia locale dei Carrega sarebbe frutto di una decisione arbitraria, nel suo I nomi delle strade di Genova del 1912 scrisse: «si tradusse arbitrariamente in ponte Carrega il nome genovese di "pônte de Carræ", ossia ponte delle carraie». Il generale Ugo Assereto pubblicò nel 1906 un opuscolo dedicato al nome del ponte in cui affermava: «quel ponte si chiamò sempre in dialetto ponte de Carræe; [...] Carraie si scriveva il nome di quella località in latino da varie centinaia d'anni; dal XIII secolo almeno è accertato! [...] Da tutto questo parmi si possa dedurre come probabile che la località del Bisagno già da secoli detta le Carraie abbia preso il nome delle cave di pietra che in tempi antichi, nella prima parte del medioevo, dovettero esistere in quei dintorni».
Secondo le ricostruzioni moderne della ricercatrice storica Jolanda Valenti Clara, l'effettiva origine del nome sarebbe riconducibile a entrambe le circostanze, giunte a sovrapporsi. Storicamente l'area si chiamava effettivamente Carræ (Carrara) poiché utilizzata per il transito dei carri, mentre il successivo nome in lingua italiana sarebbe da ricondurre più direttamente alla famiglia Carrega, anziché a una traduzione forzata dal genovese. La famiglia Carrega, nel periodo in cui il nome assunse la grafia italianizzata, aveva finanziato significativamente il rifacimento e la manutenzione dell'opera e possedeva ampie proprietà nell'area omonima. L'uso del toponimo italianizzato finiva pertanto per soddisfare sia la memoria storica più antica, sia quella moderna. Questa ricostruzione fornisce anche una spiegazione alla teoria di Pescio sulla presunta "traduzione arbitraria" in lingua italiana del termine genovese.

## Galleria d'immagini

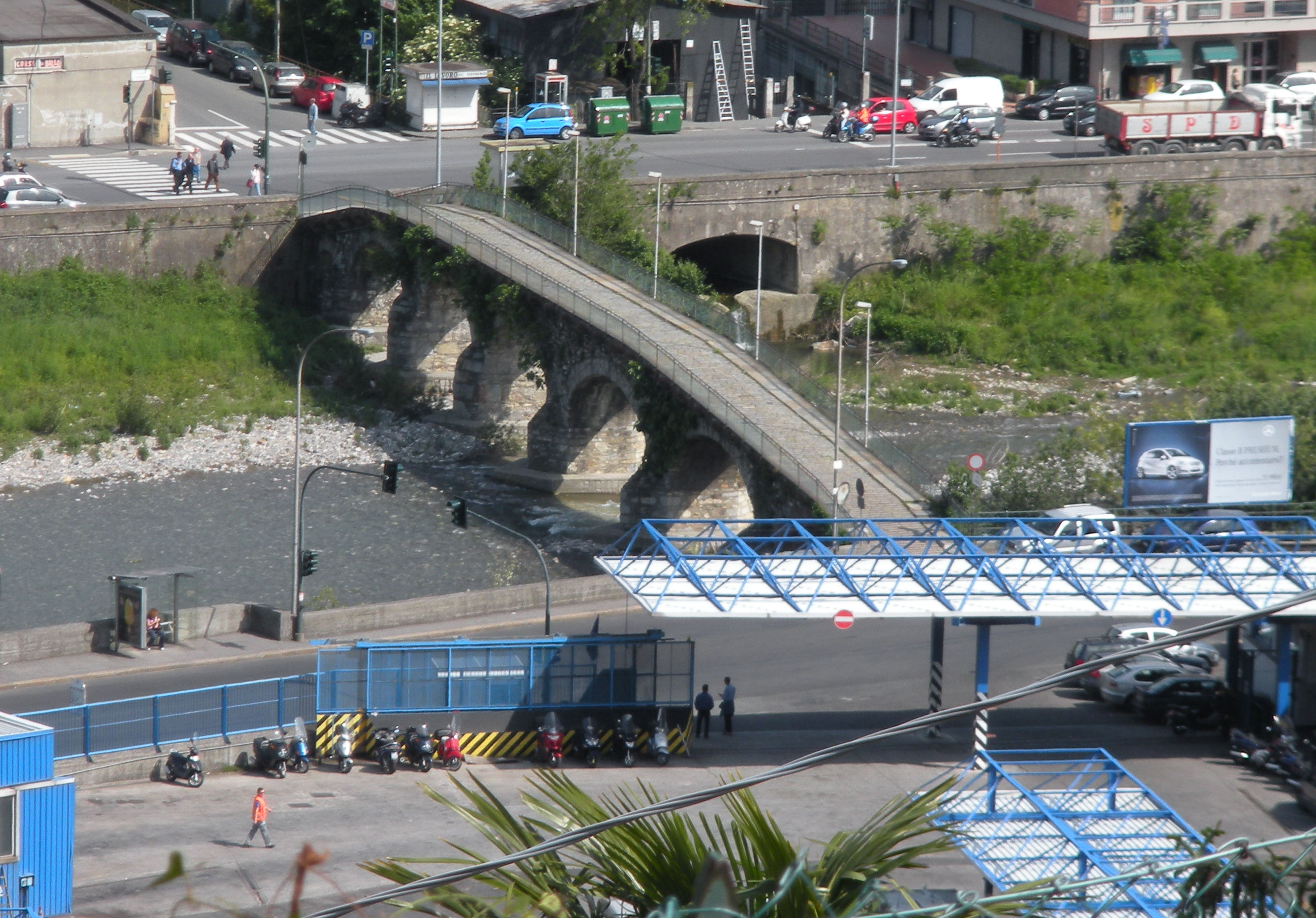
Ponte Carrega nel 2010
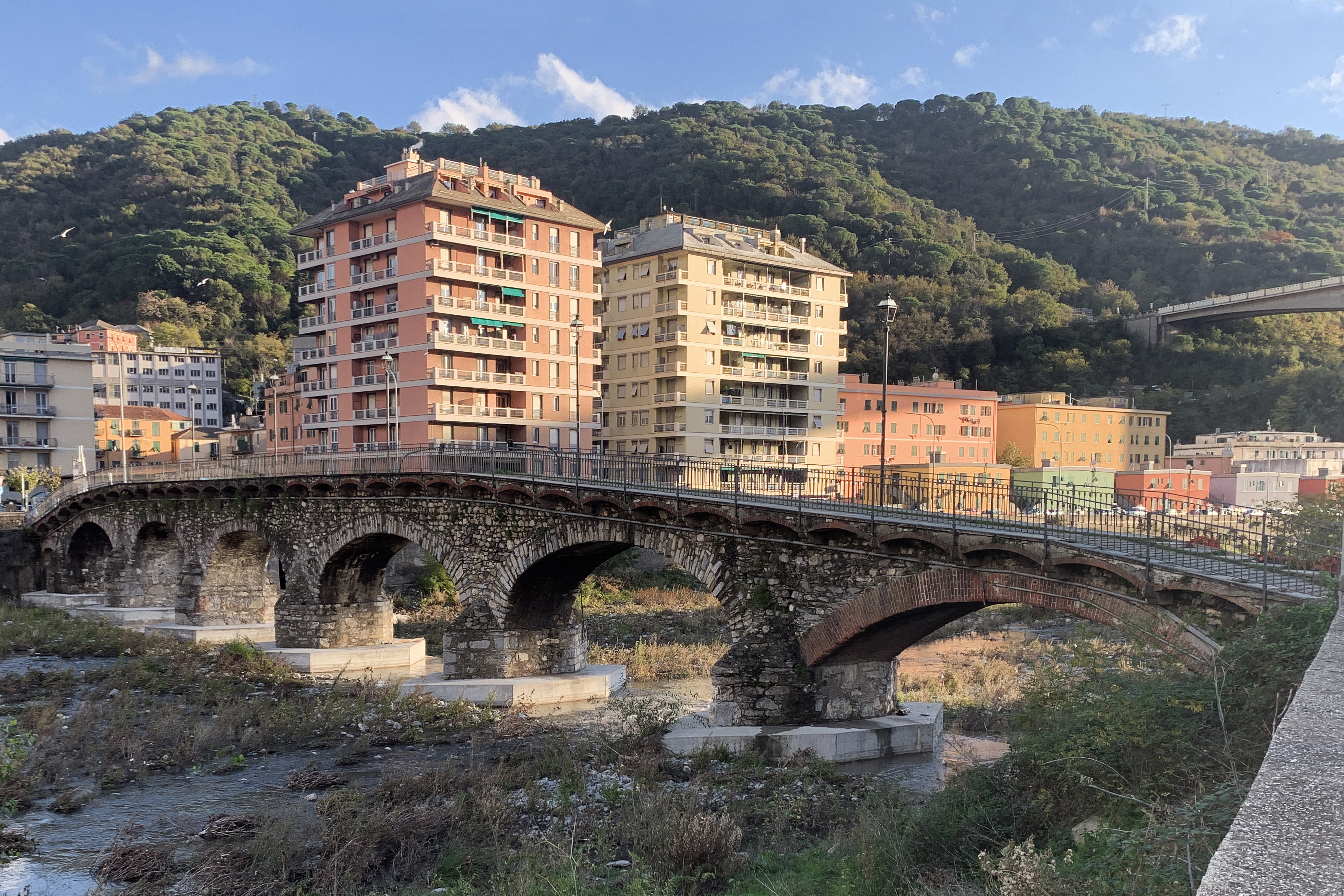
Il ponte visto dalla sponda di ponente
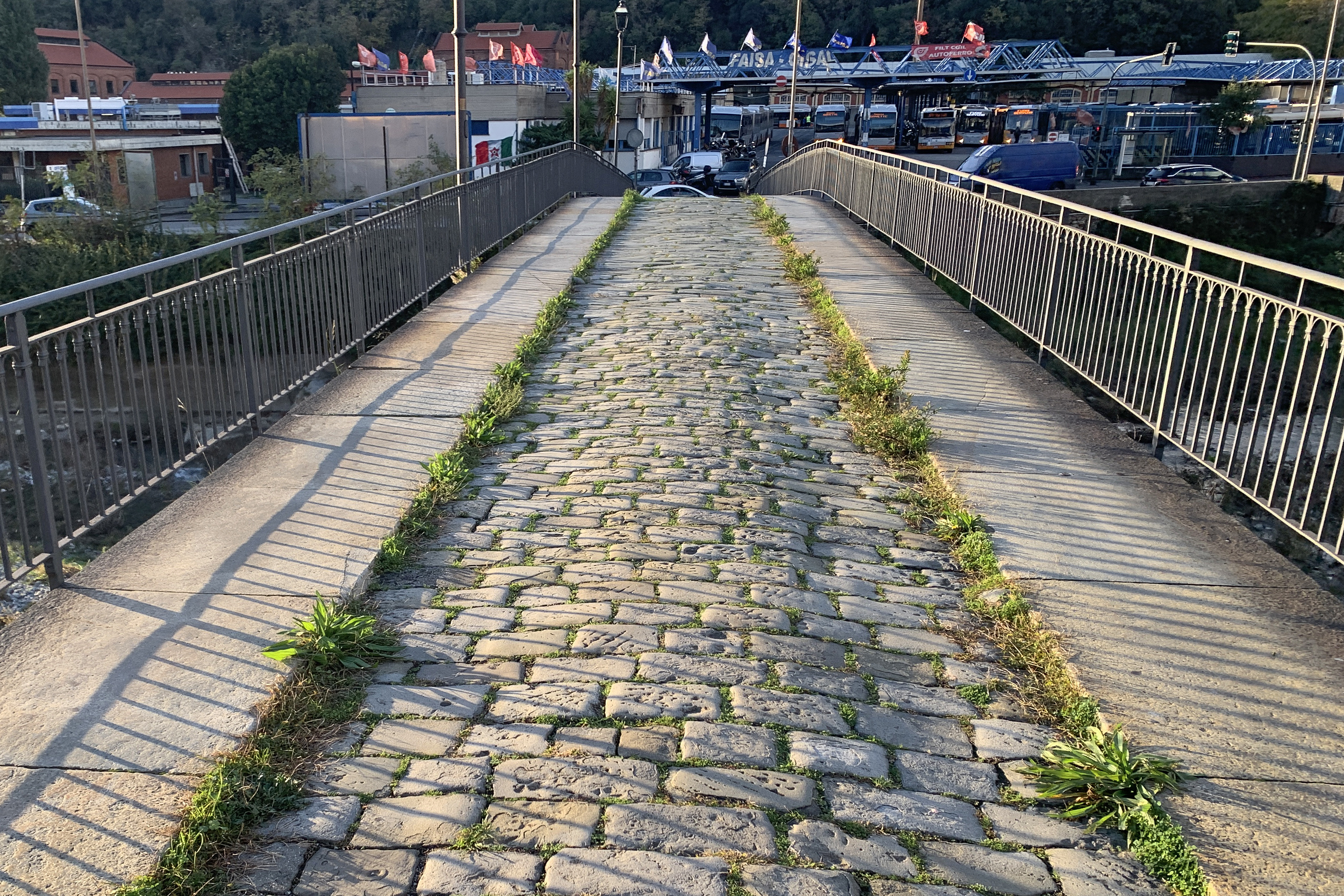
Il selciato in pietra del ponte
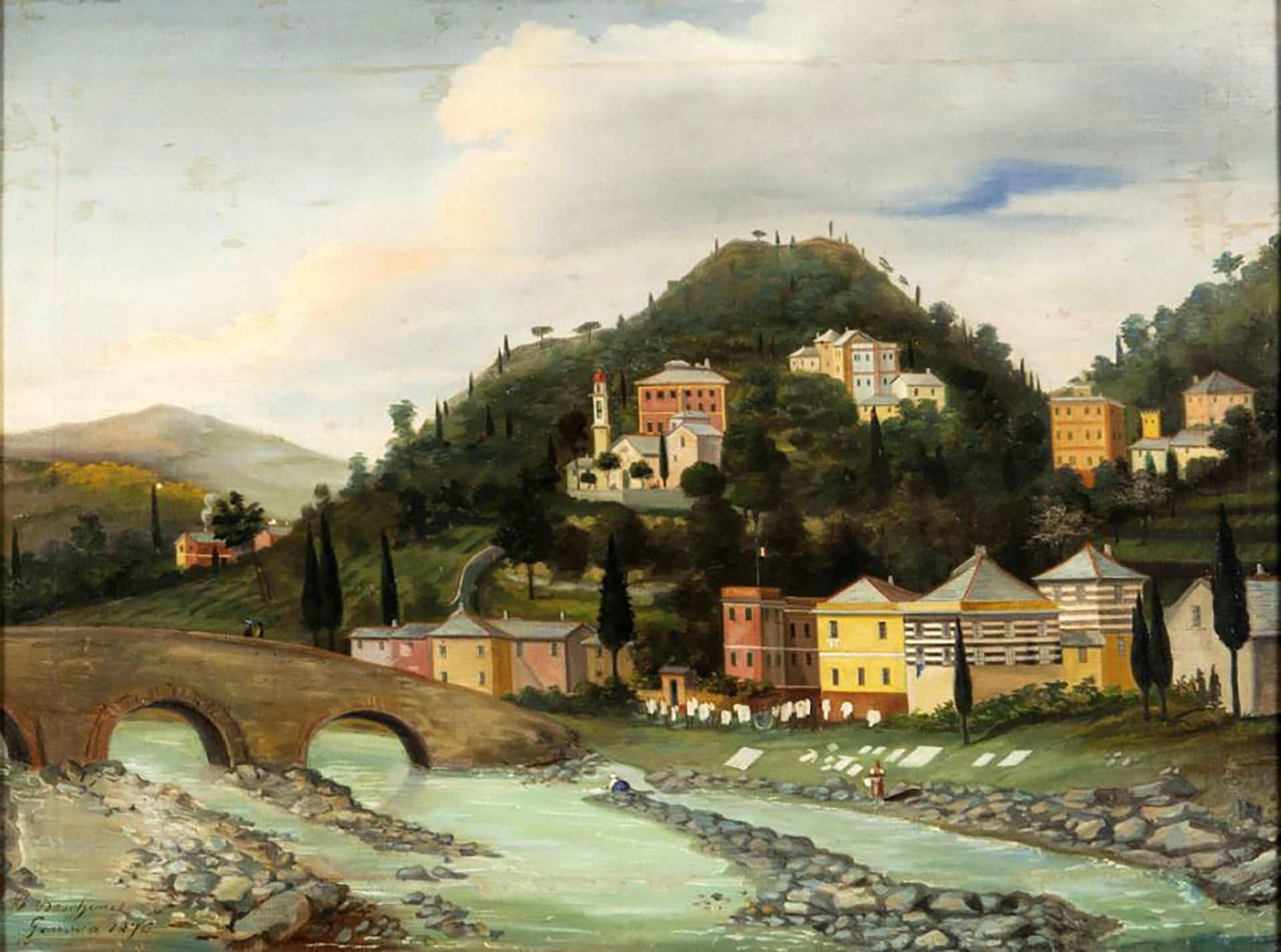
Ponte Carrega in un dipinto di Marcello Baschenis datato 1870; al centro è visibile la Chiesa di San Michele Arcangelo.
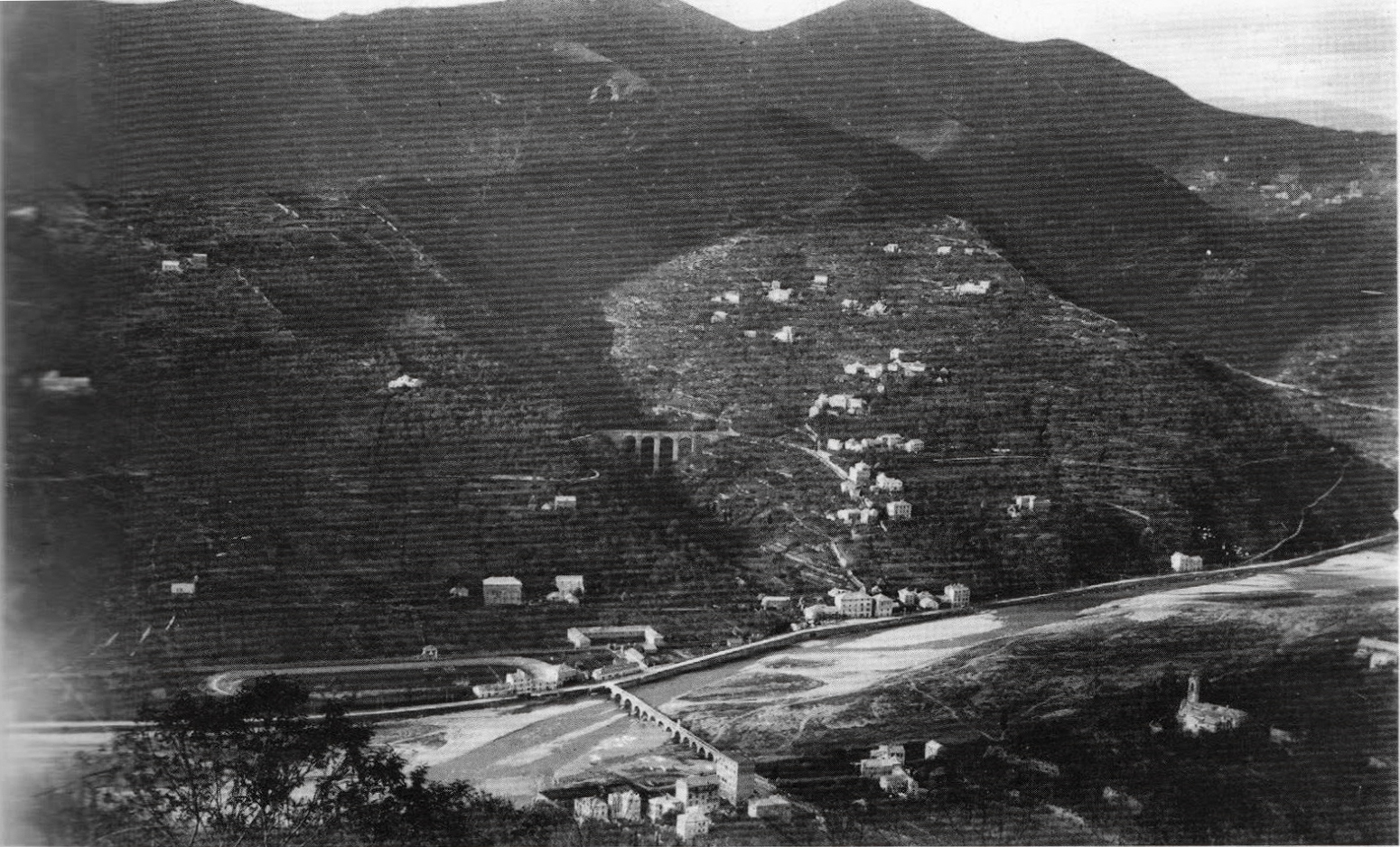
La vallata dalla Torre Quezzi nel 1903; ponte Carrega presentava ancora un importante numero di arcate.
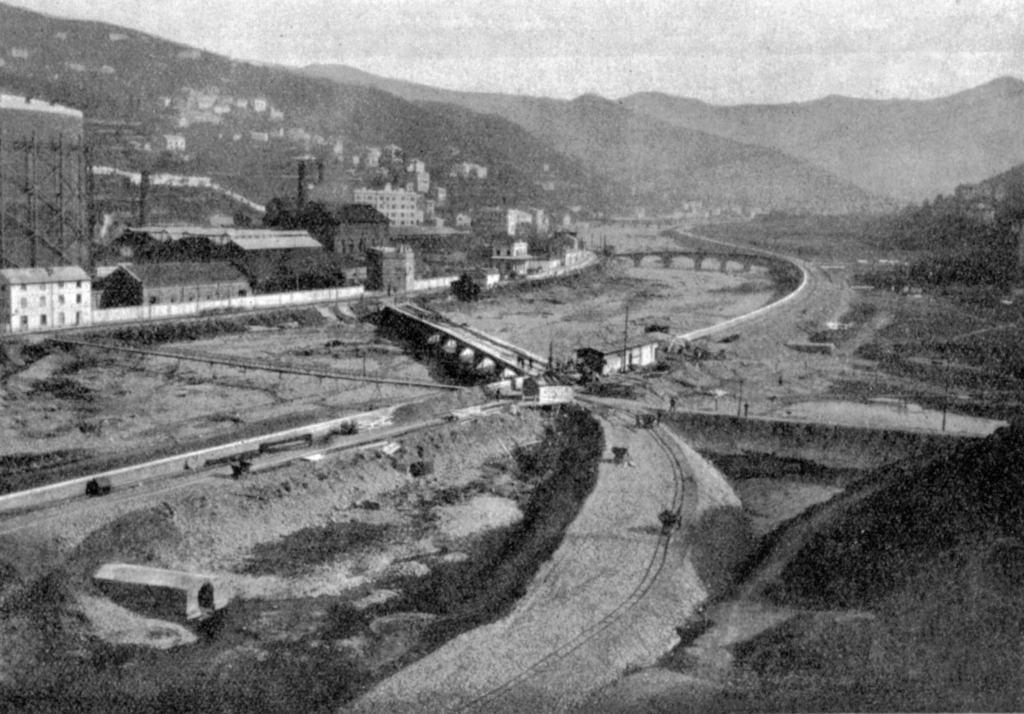
Una foto del 1927 dell'area delle Gavette, ponte Carrega è visibile in secondo piano, in alto a destra.
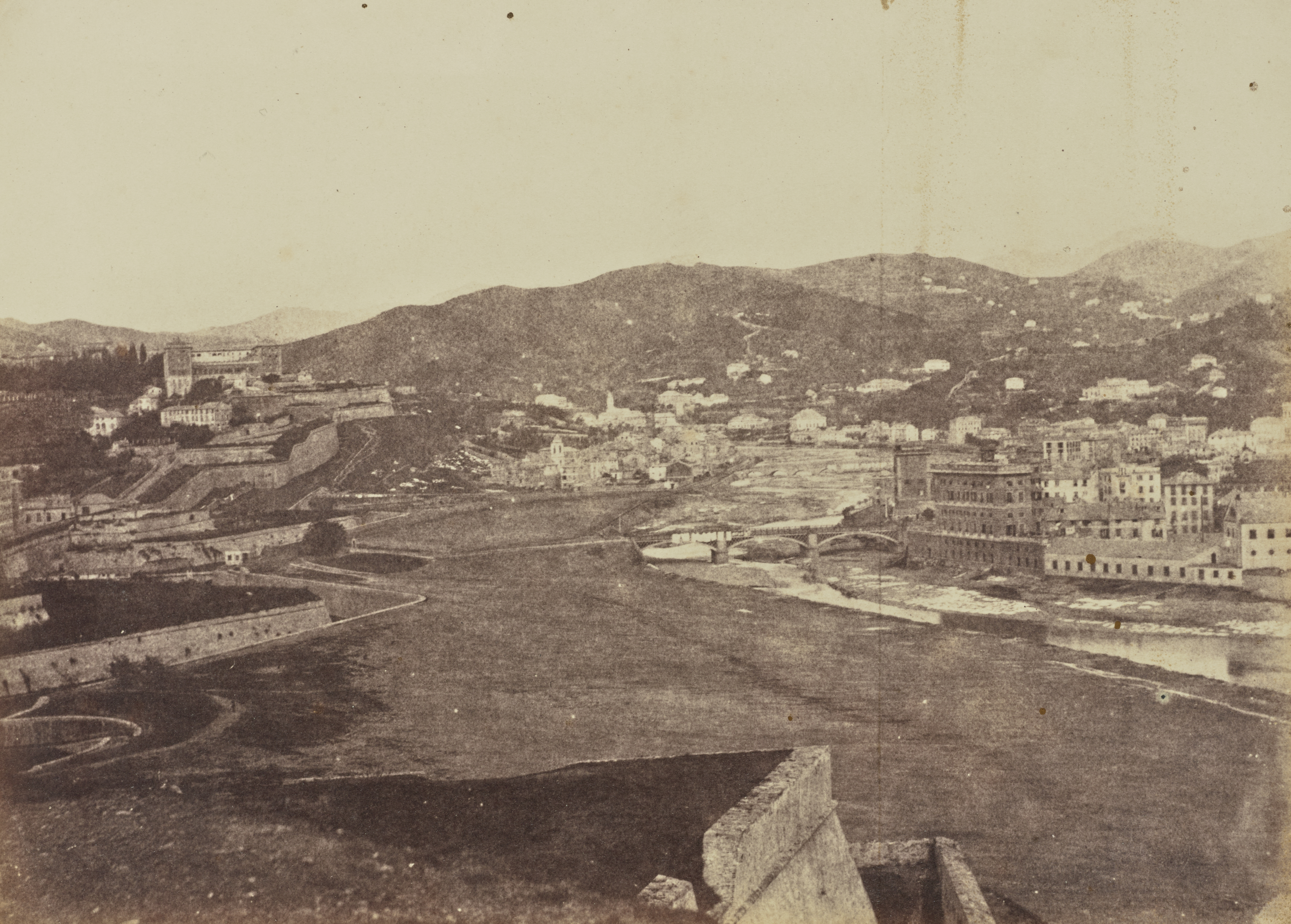
Una stampa all'albume scattata fra il 1856 e il 1859, in alto si scorge ponte Carrega.